# خوان مارکاری
خوان مارکاری (انگلیسی: Juan Marcarie؛ زادهٔ ۲۵ سپتامبر ۱۹۸۵) بازیکن فوتبال اهل آرژانتین است.